# ARDUF
ARDUF són les sigles de l'Afar Revolutionary Democratic United Front (Front Unit Democràtic Revolucionari Àfar, en àfar: Qafar Uguugumoh Demokrasiyyoh Inkiinoh Fooca (abreujat Uguugumo), amhara የአፋር አብዮታዊ ዴሞክራሲያዊ አንድነት ግንባር), grup nacionalista àfar creat el 1991 i partidari d'unificar en un sol estat els territoris habitats per l'ètnia àfar a Eritrea i Etiòpia. Manté lligams estrets amb el Front pour la Restauration de l'Unite et la Democratie (FRUD) de Djibouti.
El seu nom sovint es simplifica només a Uguugumo (també escrit Uguguma o Ugogomo), que significa "Revolució", un terme de vegades reservat per a la seva ala militant i sovint confós com una organització separada que simplement està estretament lligada a ARDUF.

## Història
El partit es va fundar el març de 1993 com una coalició de tres organitzacions afar: la Unió d'Unitat Democràtica Revolucionària d'Afar (ARDUU), fundada el 1991 i dirigida per Mohammed Gaas (o Gaaz); el Front Democràtic Popular d'Afar (AUDF); i les Forces Revolucionàries Afar (ARF). Mohamooda Gaas va ser elegit secretari general el 1995, però va rebutjar el càrrec, deixant-lo al seu adjunt Muhyadin Mafatah Mahammad Yayyo i Jamal Abdulkadir Redo.
Mohamoda Ahmed Gaas que sota el règim de Menguistu Haile Mariam havia estat cap regional del Partit dels Treballadors d'Etiòpia a la Regió Autònoma d'Assab va fundar (1991) a Djubuti l'ARDU (Afar Revolutionary Democratic Unity); l'agost del 1991 l'ARDU es va unir a altres dos partits àfars de Djibouti per formar el Front per la Restauració de la Unitat i la Democràcia FRUD que a finals d'any va estar a punt d'enderrocar al govern de Djibouti que fou salvat per forces militars franceses. L'ARDU operava també a Etiòpia (on va subsistir després de la seva fusió a Djibouti on va formar el FRUD) i nominalment a Eritrea (on no tenia gairebé implantació) i l'octubre de 1991 es va unir a una facció o grup de l'Ugugumo formant l'ARDUU (Afar Revolutionary Democratic Unity Union) que va començar operacions militars per la unificació dels territoris àfars d'Eritrea i Etiòpia al mateix temps que el FRUD combatia a Djibouti.
El març de 1993 el ARDUU es va unir a dos altres grups (l'Afar Ummatah Demokrasiyyoh Focca/Afar People's Democratic Front AUDF/APDF, i l'Afar Revolutionary Forces ARF) i d'aquesta unió va néixer l'ARDUF (Afar Revolutionary Democratic United Front) que va mantenir la lluita per la reunificació i contra el règim Woyane d'Addis Abeba. El 1995 Gaas va aconseguir el control del grup principal de l'Ugugumo i fou elegit secretari general però va delegar en Muhyadin Miftah però aquest fou arrestat a Djibouti (agost de 1995) i entregat a Etiòpia on fou empresonat; una bona part dels altres caps del grup principal van fer un acord amb el govern i es van unir a l'Organització Popular Democràtica Àfar (APDO), ara el partit majoritari a la regió Àfar (després de les eleccions del 1995). El segrest d'uns turistes italians el març del 1995 va portar a una ofensiva de les forces etíops el 1995; el 1996 les forces del govern van aconseguir diverses victòries sobre els rebels i el 1997 l'ARDUF va intentar un acord de pau a l'anomenada Conferència Àfar (octubre i novembre) i encara que no ho va aconseguir, en esclatar la guerra entre Etiòpia i Eritrea va declarar un alto el foc unilateral el 5 de juny de 1998 i va fer costat al govern etíop contra Eritrea; poc després 1998 va decidir unir-se amb altres partits: l'Organització Popular Democràtica dels Àfars, el Moviment Nacional Democràtic Àfar, el Front Nacional d'Alliberament Àfar i dissidents del Front d'Alliberament Àfar, i es va formar el Partit Nacional Democràtic Àfar. Mohamoda Ahmed Gaas fou nomenat ministre del govern etíop. Però finalment almenys una part de l'ARDUF en va quedar fora i va subsistir com a partit diferenciat; és part actualment (des de 2003) de les Forces Democràtiques Unides d'Etiòpia (United Ethiopian Democratic Forces UEDF) coalició de l'oposició estatal. Es va oposar a la demarcació de la frontera entre Etiòpia i Eritrea, ja que reclama la unitat de les terres àfars sense fronteres; en aquesta reclamació va rebre el suport del soldà àfar Hanfare Ali Mirah.